# Рудольф Бестер
Рудольф Бестер (англ. Rudolf Bester; нар. 19 липня 1983, Очиваронго, Південно-Західна Африка) — намібійський футболіст, нападник та фланговий півзахисник.

## Клубна кар'єра
Футбольну кар'єру розпочав у 2003 році в клубі «Блу Вотерс». Наступного року допоміг своєму клубу виграти чемпіонат Намібії. У 2006 році перейшов до «Ілевен Ерроуз», в якому виступав до початку 2008 року. У 2007 році визнавався найкращим футболістом року в Намібії. У січні 2008 року з намібійського «Ілевен Ерроуз» приєднався до представника сербської Суперліги ФК «Чукарички». У сербському чемпіонаті відзначився 2-а голами в 23-х матчах. Наступного року повернувся до «Ілевен Ерроуз». Проте вже того ж року перейшов до південноафриканського клубу «Маріцбург Юнайтед». У сезоні 2009/10 років Прем'єр-сокер ліга ПАР нагородила Бестера «Голом сезону».
Напередодні старту сезону 2010/11 років перейшов до «Орландо Пайретс». Незважаючи на статус резервіста у футболці гранда південноафриканського футболу, Рудольф допоміг своєму клубу здобути важливу перемогу в останньому турі національного чемпіонату сезону 2011/12 років. Ця перемога посприяла виграшу «піратами» чемпіонату країни. Наприкінці другого тайму тримався нічийний рахунок (1:1), проте на останніх хвилинах влучним ударом Рудольф відзначається голом, завдяки чому «Орландо» випередив на 3 очки в чемпіонській гонці «Джомо Космос». Сезон 2013/14 років відіграв в оренді в клубі «Голден Ерроуз»
Сезон 2014/15 років знову відіграв у Прем'єр-сокер лізі, проте в складі «Фрі Стейт Старз». Наприкінці футбольної кар'єри захищав кольори нижчолігових південноафриканських клубів «Морока Шеллоуз» та «Алекзендра Блек Ейсез».

## Кар'єра в збірній
У складі збірної Намібії виступав на Кубку африканських націй 2008. З 13-а забитими м'ячами є найкращим бомбардиром національної команди, випереджаючи за цим показником Герватіуса Урі Хоба (12 голів) та Рубена Ван Вейка (11 голів).
У кваліфікації чемпіонату світу 2010 року зіграв 5 матчів. 3 березня 2010 року відзначився останнім голом у поєдинку проти збірної ПАР.
У липні 2012 року Бестер через травму змушений був пропустити три важливі для намібійської збірної поєдинки. Очікувалося, що нападник допоможе «Бравим воїнам Намібії» в поєдинках кваліфікації чемпіонату світу 2014 проти Нігерії та Кенії, а також поєдинок кваліфікації Кубку африканських націй 2013 проти Ліберії. Після відновлення від травми повернувся до складу національної команди, вийшовши на футбольне поле у суботу 13 жовтня 2012 року в товариському поєдинку проти Руанди, який зіграли у Віндгуці. Один з небагатьох професіональних намібійських футболістів, який виграв Прем'єр-лігу ПАР. Перший намібієць, який зіграв проти англійського «Тоттенгем Готспур».

## Досягнення
- Прем'єр-сокер ліга
  -  Чемпіон (1): 2011/12

- MTN 8
  -  Володар (1): 2011

- Кубок Ліги ПАР
  -  Володар (1): 2011

## Статистика виступів

### Голи за збірну
Рахунок та результат збірної Намібії вказано на першому місці.
| #   | Дата              | Місце                            | Суперник         | Рахунок | Результат | Змагання                                   |
| --- | ----------------- | -------------------------------- | ---------------- | ------- | --------- | ------------------------------------------ |
| 1.  | 23 липня 2006     | Стадіон Незалежності, Віндгук    | Малаві           | 2–1     | 3–2       | Кубок КОСАФА 2006                          |
| 2.  | 6 липня 2007      | Камузу Стедіум, Блантайр         | Малаві           | 2–1     | 2–1       | Товариський                                |
| 3.  | 8 вересня 2007    | Аддис-Абеба, Аддис-Абеба         | Ефіопія          | 1–1     | 3–2       | кваліфікація Кубку африканських націй 2008 |
| 4.  | 8 вересня 2007    | Аддис-Абеба, Аддис-Абеба         | Ефіопія          | 2–2     | 3–2       | кваліфікація Кубку африканських націй 2008 |
| 5.  | 14 червня 2008    | Сем Нуджома Стедіум, Віндгук     | Гвінея           | 1–1     | 1–2       | кваліфікація чемпіонату світу 2010         |
| 6.  | 11 жовтня 2008    | Сем Нуджома Стедіум, Віндгук     | Зімбабве         | 2–0     | 4–2       | кваліфікація чемпіонату світу 2010         |
| 7.  | 1 квітня 2009     | Міжнародний стадіон Саіда, Сайда | Ліван            | 1–0     | 1–1       | Товариський                                |
| 8.  | 6 червня 2009     | Стадіон Незалежності, Віндгук    | ДР Конго         | 2–0     | 4–0       | Товариський                                |
| 9.  | 4 вересня 2009    | Сем Нуджома Стедіум, Віндгук     | Есватіні         | 1–0     | 1–1       | Товариський                                |
| 10. | 3 березня 2010    | Мозес Мабіда, Дурбан             | ПАР              | 1–0     | 1–1       | Товариський                                |
| 11. | 11 листопада 2011 | Стад Насьональ Гулед, Джибуті    | Джибуті          | 1–0     | 4–0       | кваліфікація чемпіонату світу 2014         |
| 12. | 11 листопада 2011 | Стад Насьональ Гулед, Джибуті    | Джибуті          | 3–0     | 4–0       | кваліфікація чемпіонату світу 2014         |
| 13. | 17 травня 2014    | Сем Нуджома Стедіум, Віндгук     | Республіка Конго | 1–0     | 1–0       | кваліфікація Кубку африканських націй 2015 |